# Piptostigma glabrescens
Espèce
Synonymes
- Piptostigma glabrescens var. glabrescens[1]
- Piptostigma preussii Engl. & Diels[1]

Piptostigma glabrescens est une espèce de plantes à fleurs de la famille des Annonaceae et du genre Piptostigma. C'est un arbre présent en Afrique tropicale.

## Liste des variétés
Selon Catalogue of Life (15 janvier 2018) :
- variété Piptostigma glabrescens var. lanceolata

Selon Tropicos (15 janvier 2018) (Attention liste brute contenant possiblement des synonymes) :
- variété Piptostigma glabrescens var. glabrescens
- variété Piptostigma glabrescens var. lanceolata Le Thomas

## Distribution
La sous-espèce Piptostigma glabrescens var. glabrescens, assez rare, subendémique, est présente principalement au Cameroun dans quatre régions (Sud-Ouest, Littoral, Centre et Sud), également au Gabon.
La sous-espèce Piptostigma glabrescens var. lanceolata est présente au Gabon, notamment dans les monts Belinga.